# 2202 Пеле
2202 Пеле (2202 Pele) — астероїд головного поясу, відкритий 7 вересня 1972 року.
Тіссеранів параметр щодо Юпітера — 3,398.